# ريجنالد دوهرتي

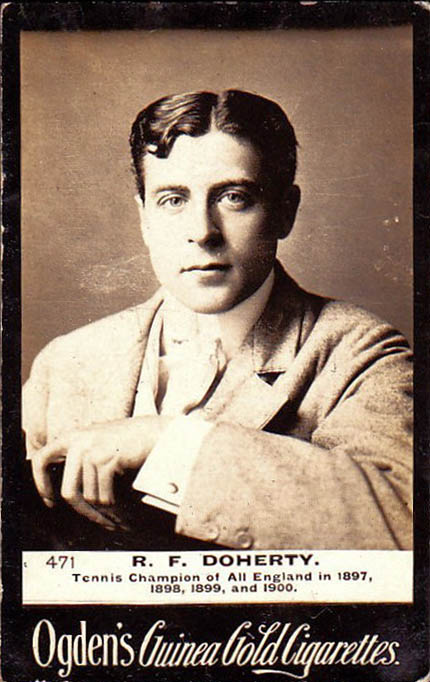
ريجنالد دوهرتي.

ريجنالد دوهرتي (Reginald Doherty) هو لاعب أولمبي لرياضة كرة المضرب من بريطانيا العظمى. شارك في الأولمبياد الصيفي في 1900–1908، وفاز بما مجموعه 4 ميداليات.

## الميداليات
| ذهب | فضة | برونز | المجموع |
| 3   | 0   | 1     | 4       |

## روابط خارجية
- ريجنالد دوهرتي على موقع الموسوعة البريطانية (الإنجليزية)
- ريجنالد دوهرتي على موقع رابطة محترفي التنس (الإنجليزية)
- ريجنالد دوهرتي على موقع الاتحاد الدولي لكرة المضرب (الإنجليزية)
- ريجنالد دوهرتي على موقع كأس ديفيز (الإنجليزية)
- ريجنالد دوهرتي على موقع قاعة مشاهير كرة المضرب الدولية (الإنجليزية)
- ريجنالد دوهرتي على موقع أرشيف التنس.كوم (الإنجليزية)
- ريجنالد دوهرتي على موقع خلاصة التنس.كوم (الإنجليزية)
- ريجنالد دوهرتي على موقع أوليمبيديا (الإنجليزية)
- ريجنالد دوهرتي على موقع اللجنة الأولمبية البريطانية (الإنجليزية)